# Formica ravida
Formica ravida es una especie de hormiga del género Formica, familia Formicidae. Fue descrita científicamente por Creighton en 1940.
Se distribuye por Canadá y los Estados Unidos. Se ha encontrado a elevaciones de hasta 2900 metros. Vive en microhábitats como rocas, piedras, montículos de paja, madera muerta, troncos y forraje.